# بين سميث (لاعب كرة قدم)
بين سميث (بالإنجليزية: Ben Smith)‏ (و. 1978  م) هو لاعب كرة قدم، من المملكة المتحدة، ولد في تشيلمسفورد، يلعب كلاعب وسط.

## روابط خارجية
- بين سميث على موقع قاعدة بيانات كرة القدم.إي يو (الإنجليزية)
- بين سميث على موقع Soccerbase.com (لاعب) (الإنجليزية)